# Yves Lemoine
Pour les articles homonymes, voir Yves Lemoine (poète) et Lemoine.
Yves Lemoine est un magistrat et historien français né à Cosne-Cours-sur-Loire (Nièvre) le 10 juin 1946 et mort à Paris le 19 février 2021 (à l'Hôpital Saint-Antoine, des suites de la maladie à coronavirus 2019).

## Carrière judiciaire
Après ses études secondaires, il entame, à l'université de Clermont-Ferrand, des études d'histoire-géographie.
Interrompant ses études d'histoire, il entreprend des études de droit à Dijon où il obtient sa maîtrise en 1972. La même année, il passe le concours d'avocat et le concours d'entrée à l'École nationale de la magistrature.
Il est nommé juge d'instruction à Nevers de 1975 à 1978, puis juge à Bobigny de 1978 à 1983, juge à Paris de 1983 à 1993.
Il est nommé conseiller à la cour d'appel d'Amiens de 1993 à 1999. En 1999, il est conseiller à la cour d'appel de Rouen.
En 1981, il est conseiller technique dans le cabinet de Raymond Courrière, secrétaire d'État auprès du Premier ministre chargé aux rapatriés.
Il a été membre du Syndicat de la magistrature.
Il a publié de nombreux textes d'intervention, notamment dans les journaux Le Monde et Libération, portant sur des questions de justice, de droit et de politique : la police et les violences policières,, la procédure pénale, le Pacte civil de solidarité et la reconnaissance des couples homosexuels,, la justice pénale et la "folie",, la commémoration de la Première guerre mondiale, etc.
Il prend sa retraite le 7 janvier 2005, pour cause d'invalidité

## Chercheur en sciences humaines
En 1979, il fait la connaissance de Fernand Braudel qui l'entraîne dans ses travaux pour son dernier opus : l'Identité de la France , œuvre qui demeure inachevée. Influencé par l'école d'ethno-histoire et très lié à Pierre Lamaison qui la dirige alors, il contribue à la Généalogie de l'Europe publiée aux éditions Hachette en 1994.
En 1989, il est commissaire général de l'exposition organisée par le Ministère des affaires étrangères La diplomatie française pendant la Révolution.
Son premier ouvrage mêlant la réflexion historique et juridique est publié en 1991 aux éditions Flammarion sous le titre La Loi, le citoyen, le juge. Ses études sont désormais marquées par les « durées » braudélienne et par les « généalogies » inspirées des travaux de Pierre Lamaison liant l'ethnologie et l'histoire.
Il collabore à la revue Histoire rurale dirigée par Isac Chiva directeur du laboratoire d'anthropologie sociale au Collège de France. Sa recherche le porte alors sur l'histoire généalogique et les relations de clientèle dans les « grandes familles », travail qu'il effectue en liaison avec l'historienne américaine Sharon Kettering et son classique Patrons, Brokers and clients in seventeenth-century France. Cette grille de lecture inspirera Malesherbes, biographie d'un homme dans sa lignée et surtout La Grande Robe, le mariage et l'argent, histoire d'une grande famille parlementaire, préfacé par Bruno Neveu, le président de l'École pratique des hautes études, alors même qu'Yves Lemoine était, de 1995 à 1998, membre de la commission d'Histoire du Collège de France. Ces deux ouvrages sont publiés aux éditions Michel de Maule dont Lemoine dirige la collection études historiques.
Enfin, il publie en 2010 une brève histoire intellectuelle de Fernand Braudel aux éditions Michel de Maule : Fernand Braudel, ambition et inquiétude d'un historien.

## Publications
- 1980 : Juges et procureurs histoires d'une perversion - en collaboration avec Christian Hennion - revue Recherches no 40
- 1983 : Les Avenues de la République - Vie de F.V. Raspail – éd. Hachette
- 1986 : Reconstitutions : essai sur une manière d'être juge - éd. Denoël[15]
- 1987 : La guerre de Fortépaulle - récit - éd. M. de Maule
- 1989 : La Diplomatie française pendant la Révolution - éd. M. de Maule
- 1991 : La Loi, le citoyen, le juge - éd. Flammarion[16]
- 1992 : Le livre noir du Syndicat de la magistrature - en collaboration avec Frédéric Nguyen - éd. Albin Michel
- 1993 : Paris sur crime, l'impossible Histoire - éd. J. Bertoin
- 1993 : Le complot des Juges - éd. Le Félin
- 1994 : Généalogie de l'Europe - ouvrage collectif - éd. Hachette Chap. Droits et procédures)
- 1994 : Malesherbes : biographie  d’un homme dans sa lignée - éd. Ed. M. de Maule
- 1995 : Tristes Justices - en collaboration avec F. Nguyen - éd. Hachette Pluriel
- 1997 : Intimités urbaines - en collaboration avec Marc Leboiteux - éd. M. de Maule
- 2000 : La Grande robe, le mariage et l'argent : histoire d'une grande famille parlementaire 1560-1660 - préface de Bruno Neveu - éd. Michel de Maule
- 2004 : Crimes à Paris : archives de la cour d'assises de la seine 1815-1885 - éd. Michel de Maule
- 2010 : Fernand Braudel : ambition et inquiétude d'un historien - éd. Michel de Maule
- 2013 : Le défi d'Antigone. Promenade parmi des figures du droit naturel - en collaboration avec Jean-Pierre Mignard, éd.Michel de Maule
- 2014 : La dynastie Goüin et l'abbaye de Royaumont - avec Cédric Plont - éditions Michel de Maule